# Ulhasnagar

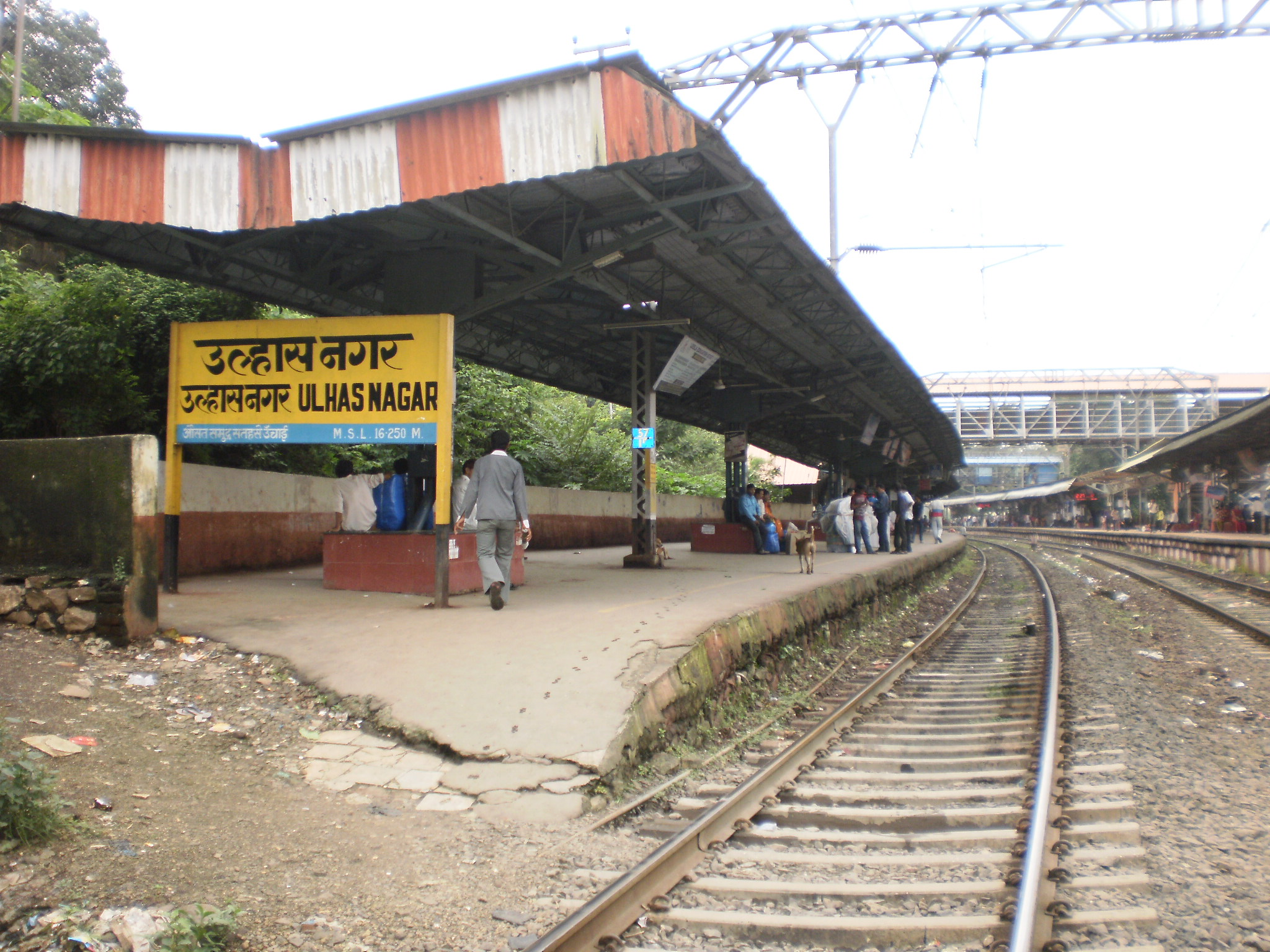
Ulhasnagar järnvägsstation (juni 2000)

Ulhasnagar är en stad i västra Indien och är belägen i distriktet Thane i delstaten Maharashtra. Staden ingår i Bombays storstadsområde och är belägen några mil nordost om denna stad. Folkmängden uppgick till 506 098 invånare vid folkräkningen 2011. Ulhasnagar är centralort i en tehsil (en kommunliknande enhet) med samma namn som staden. Ulhasnagar grundades den 8 augusti 1949 och fick stadsrättigheter i början av 1960. 